# 赛尼翁
赛尼翁（法語：Saignon，法語發音：[sɛɲɔ̃]）是法国普罗旺斯-阿尔卑斯-蓝色海岸大区沃克吕兹省的一个市镇，属于阿普特区。

## 地理
赛尼翁（43°51'48"N, 5°25'41"E）面积19.6 平方千米，位于法国普罗旺斯-阿尔卑斯-蓝色海岸大区沃克吕兹省，该省份为法国东南部内陆省份，北起德龙省，西北接阿尔代什省，西接加尔省，南至罗讷河口省，东南角与瓦尔省接壤，东临上普罗旺斯阿尔卑斯省。
与赛尼翁接壤的市镇（或旧市镇、城区）包括：阿普特、欧里博、比乌克斯、卡斯讷沃、卡斯泰莱、圣马丹德卡斯蒂永、锡韦尔格。

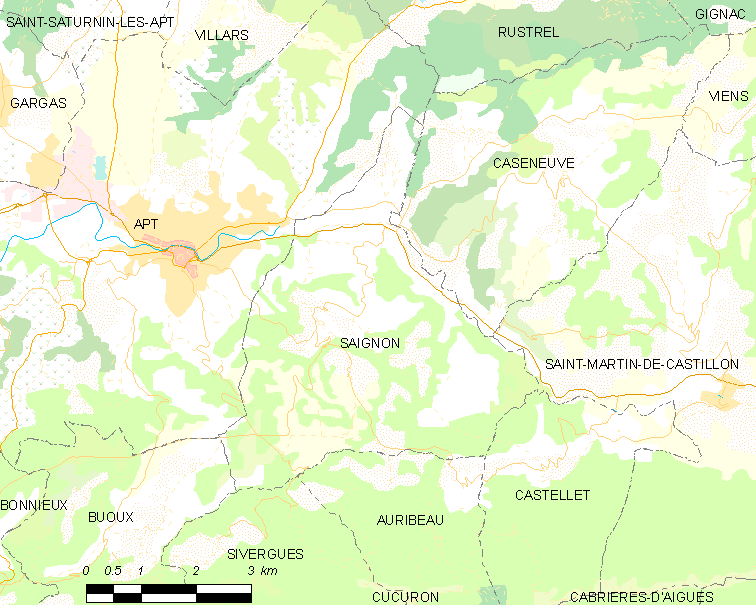
赛尼翁的OSM定位图

赛尼翁的时区为UTC+01:00、UTC+02:00（夏令时）。

## 行政
赛尼翁的邮政编码为84400，INSEE市镇编码为84105。

## 政治
赛尼翁所属的省级选区为阿普特县。

## 人口

1962-2008年间赛尼翁人口变化图示

赛尼翁于2022年1月1日时的人口数量为922人。